# 秋田市南部市民サービスセンター

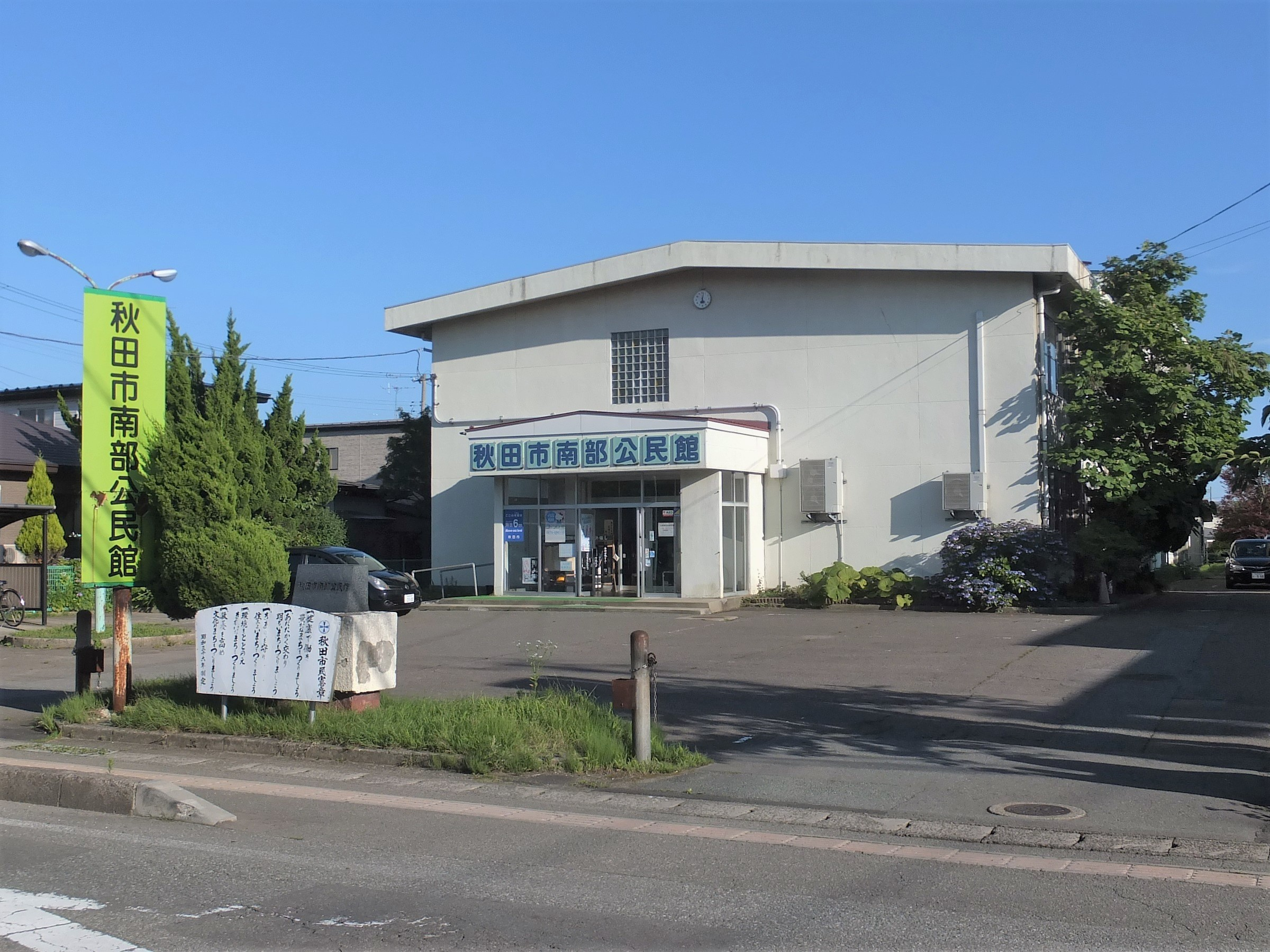
秋田市南部公民館（解体済）

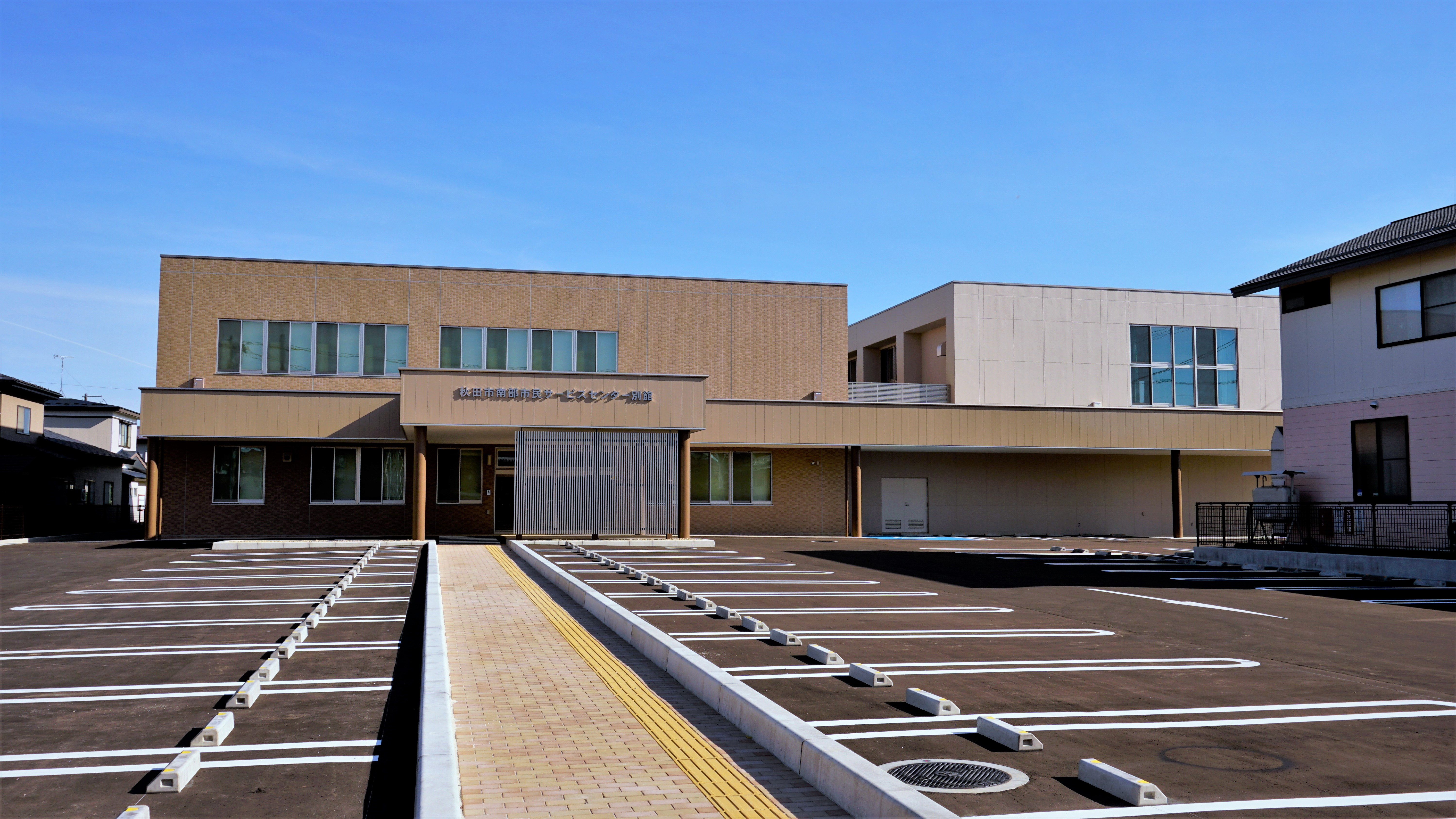
旧南部公民館の跡地に建設された南部市民サービスセンター別館

秋田市南部市民サービスセンター（あきたしなんぶしみんサービスセンター）は、秋田県秋田市御野場にある複合公共施設。愛称はなんぴあ。略称は、「南部SC」。

## 概要
秋田市では2009年（平成21年）開館の西部市民サービスセンターを皮切りとして、市内7か所（中央、東部、西部、南部、北部、河辺、雄和）に市役所の窓口、公民館、子育て支援等の機能を複合化した市民サービスセンターの整備を進めており、本施設は2014年（平成26年）5月12日、御野場地域センター、南地区コミュニティセンター跡地に開館した。市民サービスセンター設置とともに既存の公民館が廃止された他地区と異なり、南部地区では市民サービスセンター開設後も南部公民館が本施設の別棟扱いとして存置され、2施設で南部地区のサービスセンター機能を確保するものとされてきた。したがって本施設は市民サービスセンターの中で最小の規模である。2016年（平成28年）に南部公民館が廃止され、解体後の跡地に、2018年7月に、南部市民サービスセンター別館（通称・なんぴあ別館）が整備された。

## 施設

### 1階
- 市民窓口
- 多目的ホール - アリーナ型の体育施設としても使用できるホールである。
- 子育て交流ひろば - 主として就学前の乳幼児とその保護者が利用対象。

### 2階
- 地域文化ホール - 132人を収容できる講演会、発表会等に利用できるステージが設置されたホールである。
- 調理室
- 和室1～3
- 洋室1～2

## 交通アクセス
- 秋田中央交通
  - 御野場団地線「南部サービスセンター入口」下車徒歩約2分、「御野場団地入口」下車徒歩約5分。
  - 雄和線「中野」下車、徒歩約5分

## 近隣施設
- 秋田市消防本部秋田南消防署
- 御野場病院
- 仁井田郵便局
- 秋田なまはげ農業協同組合御野場支店